# Pan-óptico digital
O pan-óptico digital é uma proposta de ferramenta de monitoramento planejada e executada por quem zela pela reputação de um indivíduo ou  instituição. Consiste em monitorar sistematicamente e avaliar o  ambiente virtual,  controlando o espaço  da web, no intuito de criar soluções rápidas antes que a difusão da informação indesejada tome proporções incontroláveis. Esse modelo  deve  gerar, no usuário que pretenda produzir conteúdo negativo, a sensação de que está sob constante vigilância.
Originalmente criado pelo filósofo e jurista Jeremy Bentham no século XVIII, o sistema pan-óptico refere-se a  um projeto arquitetônico que permite vigiar  todos os internos de uma prisão com apenas um guarda, que, postado dentro de uma torre estrategicamente localizada, observaria os detentos, sem que eles soubessem se estariam sendo observados ou não. O pan-óptico corresponderia  à observação total, produzindo poder disciplinador na vida de um indivíduo. Foi descrito por Foucault   como promotor de uma "sociedade disciplinar", que consiste no controle social por meio de um conjunto de técnicas de separação, vigilância e monitoramento  que se rizomatizam pela sociedade mediante uma cadeia hierárquica ligada a um poder central.